# Highland Football League 1994–95
Highland Football League 1994–95 với đội vô địch là Huntly. Giải đấu giảm xuống còn 16 đội sau khi Ross County cùng với Caledonian và Inverness Thistle (với tên gọi mới là Caledonian Thistle) rời giải để gia nhập Scottish Football League. Wick Academy, từng thuộc North Caledonian Football League được chọn thay thế vào giải.

## Bảng xếp hạng
| XH | Đội              | Tr | T  | H | T  | BT  | BB  | HS  | Đ  |
| -- | ---------------- | -- | -- | - | -- | --- | --- | --- | -- |
| 1  | Huntly (C)       | 30 | 24 | 2 | 4  | 102 | 30  | +72 | 74 |
| 2  | Cove Rangers     | 30 | 18 | 3 | 9  | 69  | 38  | +31 | 57 |
| 3  | Lossiemouth      | 30 | 17 | 3 | 10 | 75  | 53  | +22 | 54 |
| 4  | Keith            | 30 | 16 | 5 | 9  | 59  | 32  | +27 | 53 |
| 5  | Brora Rangers    | 30 | 15 | 7 | 8  | 63  | 41  | +22 | 52 |
| 6  | Peterhead        | 30 | 15 | 7 | 8  | 64  | 43  | +21 | 52 |
| 7  | Fraserburgh      | 30 | 16 | 4 | 10 | 56  | 43  | +13 | 52 |
| 8  | Elgin City       | 30 | 15 | 3 | 12 | 52  | 42  | +10 | 48 |
| 9  | Deveronvale      | 30 | 14 | 5 | 11 | 58  | 49  | +9  | 47 |
| 10 | Buckie Thistle   | 30 | 12 | 8 | 10 | 50  | 52  | −2  | 44 |
| 11 | Forres Mechanics | 30 | 12 | 5 | 13 | 46  | 56  | −10 | 41 |
| 12 | Fort William     | 30 | 11 | 4 | 15 | 46  | 57  | −11 | 37 |
| 13 | Clachnacuddin    | 30 | 7  | 5 | 18 | 37  | 61  | −24 | 26 |
| 14 | Wick Academy     | 30 | 7  | 4 | 19 | 32  | 77  | −45 | 25 |
| 15 | Rothes           | 30 | 2  | 5 | 23 | 27  | 77  | −50 | 11 |
| 16 | Nairn County     | 30 | 3  | 2 | 25 | 20  | 105 | −85 | 11 |

Nguồn: Scottish Football Historical Archive - Highland League Final Tables
Quy tắc xếp hạng: 1. Điểm; 2. Hiệu số bàn thắng; 3. Số bàn thắng.
(VĐ) = Vô địch; (XH) = Xuống hạng; (LH) = Lên hạng; (O) = Thắng trận Play-off; (A) = Lọt vào vòng sau. 
Chỉ được áp dụng khi mùa giải chưa kết thúc: 
(Q) = Lọt vào vòng đấu cụ thể của giải đấu đã nêu; (TQ) = Giành vé dự giải đấu, nhưng chưa tới vòng đấu đã nêu.

Bản mẫu:Bóng đá Scotland 1994–95